# Pomacea reyrei
Pomacea reyrei е вид коремоного от семейство Ampullariidae.

## Разпространение
Видът е разпространен в Еквадор.